# 1217

## Esdeveniments
- Jaume I ix del castell de Monzó vers Saragossa on és rebut favorablement.[1]
- Jaume I reconeix la universitat dels ciutadans de Barcelona.
- Fam a Europa central
- Comença la Cinquena Croada[2] amb un atac fallit dels cristians sobre Egipte. de bon principi l'exèrcit croat fou comandat per Andreu II d'Hongria.
- Fundació del regne de Sèrbia.[3]

## Necrològiques
- Alexandria: Ibn Jubayr, escriptor andalusí.